# المؤامرة البيزونية

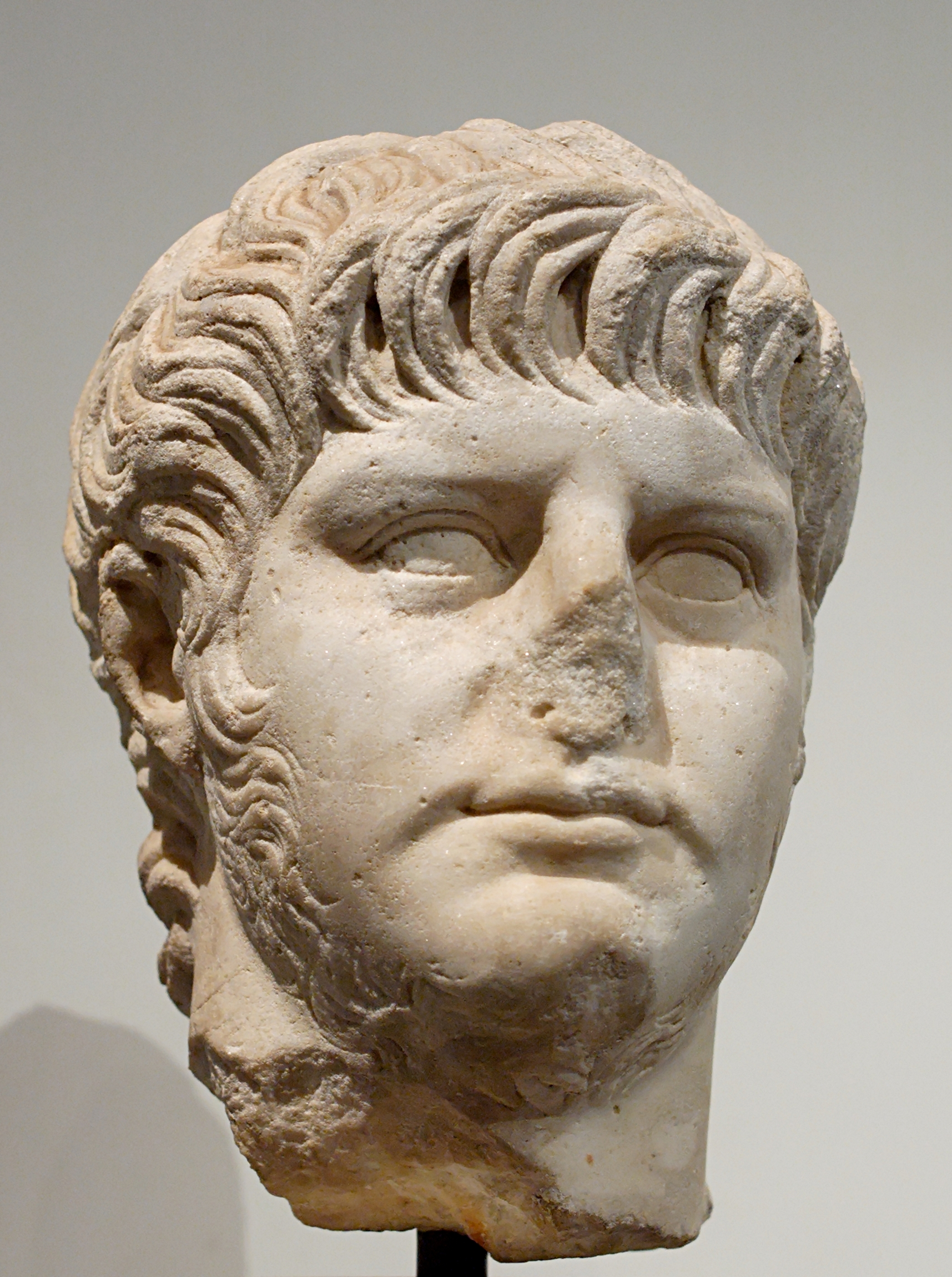

مؤامرة غايوس كالبورنيوس بيزو في عام 65 م كانت نقطة تحول رئيسية في عهد الإمبراطور الروماني نيرون (54-68). عكست المؤامرة السخط المتزايد للطبقة الحاكمة للدولة الرومانية على حكم نيرون الاستبدادي المتزايد، ونتج عن ذلك حدث مهم أدى إلى انتحاره في النهاية بالإضافة إلى فوضى عام الأباطرة الأربعة الذي تلى ذلك.

## المؤامرة
كان غايوس كالبورنيوس بيزو، وهو رجل دولة روماني رائد وأديب وخطيب، يهدف إلى اغتيال نيرون، واستبداله كإمبراطور عبر التزكية من قبل الحرس البريتوري. التمس مساعدة العديد من أعضاء مجلس الشيوخ والإكوايتس (الفرسان) والجنود البارزين بخطة مُحكمة يقود فيها فاينيوس روفوس -القائد المشترك للحرس البريتوري مع أوفونيوس تايغلينوس- بيزو إلى المعسكر البريتوري، حيث سيصوت له الحرس بالهتاف كإمبراطور. قيل أن المتآمرين لديهم دوافع مختلفة. رغب البعض في استبدال نيرون بإمبراطور أفضل؛ وأراد آخرون إلغاء وجود الأباطرة تمامًا، وتشكيل حكومة جمهورية بحت. وفقًا للمؤرخ الروماني تاسيتس، شمل زعماء العصابات أطربون بريتوري يدعى سوبريوس فلافوس، وقائدًا يدعى سولبيسيوس أسبر، الذي ساعد بيزو على تنفيذ المؤامرة.
تعرضت المؤامرة للتهديد من قبل امرأة تدعى إبيكاريس، التي كشفت أجزاء من الخطة إلى فولوسيوس بروكيولوس، وهو قائد أسطول في كامبانيا. كانت إبيكاريس متورطة في المؤامرة وكانت تحاول تسريع تنفيذها. عندما اشتكى بروكيولوس إلى إبيكاريس من أن نيرون لا يحبه، أبلغته بالمؤامرة. أبلغ بروكيولوس نيرون بالتآمر وقُبض على إبيكاريس. رغم أنها نفت الاتهامات، انهارت المؤامرة وتعرضت إبيكاريس للتعذيب بوحشية. أثناء نقلها للتعذيب مرة ثانية، انتحرت شنقًا مستخدمةً حزامها الخاص.
في صباح اليوم الذي نُفذت فيه المؤامرة (19 أبريل)، اكتشف أمرها رجل معتوق يدعى ميليتشوس وزوجته وأبلغا عنها لسكرتير نيرون، إيبافروديتوس. انهارت المؤامرة عندما اعترف فلافيوس سكيفينوس، الرجل الذي خدمه ميليتشوس، وناتاليس، المتآمر الذي اتهمه ميليتشوس، بكل ما يعرفونه.
أمر نيرون بيزو والفيلسوف سينيكاوابن شقيق سينيكا لوكان والشاعر بترونيوس بالانتحار. وقُتل كثيرون آخرون. في نسخة الفيلسوف فلوطرخس، ذكر أحد المتآمرين لسجين مدان أن كل شيء سيتغير قريبًا (لأن نيرون سيكون ميتًا). أبلغ السجين نيرون عن المحادثة، والذي بدوره عذب المتآمر حتى اعترف بالمؤامرة.

## أسماء المتآمرين
اتُهم ما لا يقل عن 41 شخصًا بكونهم جزءًا من المؤامرة. من بين 41 شخص معروف منهم، كان هناك 19 عضو في مجلس الشيوخ، و7 من الإكوايتس، و11 جنديًا، و4 سيدات.

### الذين أُعدموا أو أُجبروا على الانتحار
بيزو، بلوتيوس لاتيرانوس، أفرانيوس كوينتيانوس، فلافيوس سكايفينوس، كلوديوس سينيسوس، فولكاتيوس أراريكوس، موناتوس غراتوس، مارسيوس فيستوس، فاينوس روفوس، سوبريوس فلافوس، سولبيسيوس أسبر، ماكسيموس سكوروس، فينيتوس باولوس، إبيكاريس، سينيكا الأصغر، أنطونيا، ماركوس يوليوس فيستينوس أتيكوس.

### الذين نُفيوا أو تشوهت سمعتهم
نوفيوس بريسكوس، أنيوس بوليو، بوبليوس غليتيوس جالوس، روفريوس كريسبينوس، فيرجينيوس فلافوس، غايوس موسونيوس روفوس، كلوفيدينوس كوايتوس، يوليوس أجريبا، بليتيوس كاتولينوس، بترونيوس برايسوس، يوليوس ألتينوس، كيسينيوس ماكسيموس، كاديشيا.

### الذين أُعفي عنهم أو بُرّئوا
أنتونيوس ناتاليس، سيرفاريوس بروكولوس، ستاتيوس بروكسيموس (ولكن بعد ذلك انتحر)، غافيوس سيلفانوس (بعد ذلك انتحر أيضًا)، أسيليا لوكانا.